# Exochus similis
Exochus similis là một loài tò vò trong họ Ichneumonidae.